# Team Give Elementer
Team Give Elementer var et dansk cykelhold, som blev etableret af Give Cykelklub med start fra juni 2020. Holdet havde Give Elementer som hoved- og navnesponsor, og kørte som et DCU Elite Team. Tidligere havde Give Cykelklub et ungdoms- og juniorhold med samme navn, og DCU Elite Teamet blev en overbygning af dette. Holdet lukkede ved udgangen af 2024. 

## Holdet

### 2024
| Trup 2024                                           | Trup 2024          | Trup 2024                              | Trup 2024 |
| Rytter                                              | Fødselsdag         | Seneste hold                           |           |
| --------------------------------------------------- | ------------------ | -------------------------------------- | --------- |
| Magnus Bächler                                      | 19. februar 2002   | Georg Berg (2022)                      |           |
| Daniel Brockhoff (1. jan.–23. maj, note)            | 29. november 2005  | Vifra Kvickly Odder Junior (2023)      |           |
| Jeppe Falk-Kristensen                               | 14. september 1998 | Nr. Søby Cykelklub (2019)              |           |
| Asger Paaske Frederiksen                            | 16. oktober 2004   | Kolding Bicycle Club (2023)            |           |
| Jacob Degn Fryland                                  | 11. september 2003 | Herning CK Elite Biemme Danmark (2022) |           |
| Morten Gadgaard (1. jan.–23. maj, note)             | 22. maj 1991       | JS.dk (2023)                           |           |
| Mathias Kirk                                        | 24. juni 1996      | Randers Cykleklub (2022)               |           |
| Karl Lindegaard                                     | 1. november 2005   | Vifra Kvickly Odder Junior (2023)      |           |
| Rasmus Lundtoft Lindbjerg                           | 11. juni 2000      | Give Cykelklub (2019)                  |           |
| Mads Søgaard Mondrup                                | 5. juli 1997       | O.B. Wiik-Dan Stillads (2021)          |           |
| Oliver Mortensen (1. jan.–23. maj, note)            | 20. marts 2004     | Bialini Gomola CCN (2023)              |           |
| Emil Tønnesen                                       | 9. oktober 1993    | Team Nyt Syn powered by Fialla (2022)  |           |
| Jacob Christian Vestergaard (1. jan.–23. maj, note) | 19. oktober 2002   | Aalborg Cykle-Ring (2022)              |           |
| Lukas Østergaard                                    | 14. april 2004     | Give Cykelklub (2023)                  |           |
|                                                     |                    |                                        |           |
| Kilde: ProCyclingStats                              |                    |                                        |           |

note: Daniel Brockhoff, holdskifte
note: Morten Gadgaard, holdskifte
note: Oliver Mortensen, holdskifte
note: Jacob Christian Vestergaard, holdskifte

#### Sejre
| 13. apr. | Agro Top løbet | DCU licensløb | Morten Gadgaard |

### 2023
| Trup 2023                   | Trup 2023          | Trup 2023                               | Trup 2023 |
| Rytter                      | Fødselsdag         | Seneste hold                            |           |
| --------------------------- | ------------------ | --------------------------------------- | --------- |
| Anders Bjørn Jørgensen      | 9. maj 2002        | Georg Berg (2022)                       |           |
| Rasmus Lundtoft Lindbjerg   | 11. juni 2000      | Give Cykelklub (2019)                   |           |
| Jacob Degn Fryland          | 11. september 2003 | Herning CK Elite Biemme Danmark (2022)  |           |
| Jeppe Falk-Kristensen       | 14. september 1998 | Nr. Søby Cykelklub (2019)               |           |
| Jacob Schebye               | 23. august 2000    | Georg Berg (2022)                       |           |
| Emil Tønnesen               | 9. oktober 1993    | Team Nyt Syn powered by Fialla (2022)   |           |
| Anders Bruun                | 23. august 1997    | Herning Cykle Klub (2017)               |           |
| William Wisholm             | 26. maj 1997       | Team Sparekassen Danmark Aalborg (2022) |           |
| Martin Szokody              | 4. april 1999      | Køge Cykel Ring (2021)                  |           |
| Mathias Møller Jørgensen    | 26. januar 2003    | Herning CK Junior (2021)                |           |
| Jacob Christian Vestergaard | 19. oktober 2002   | Aalborg Cykle-Ring (2022)               |           |
| Mads Søgaard Mondrup        | 5. juli 1997       | O.B. Wiik-Dan Stillads (2021)           |           |
| Magnus Bächler              | 19. februar 2002   | Georg Berg (2022)                       |           |
| Mathias Kirk                | 24. juni 1996      | Randers Cykleklub (2022)                |           |
|                             |                    |                                         |           |
| Kilde: ProCyclingStats      |                    |                                         |           |

#### Sejre
| 29. maj | Campione Pinse Cup, 3. etape | DCU licensløb | Jacob Schebye |

### 2022
| Trup 2022                                | Trup 2022          | Trup 2022                     | Trup 2022 |
| Rytter                                   | Fødselsdag         | Seneste hold                  |           |
| ---------------------------------------- | ------------------ | ----------------------------- | --------- |
| Gustav Frederik Dahl                     | 27. november 2000  | Cycling Club Hillerød (2020)  |           |
| Anders Bruun                             | 23. august 1997    | Herning Cykle Klub (2017)     |           |
| Mathias Møller Jørgensen                 | 26. januar 2003    | Herning CK Junior (2021)      |           |
| Boxuan Yang                              | 25. april 2004     | Give Cykelklub (2020)         |           |
| Jeppe Tolbøll                            | 21. april 1983     | Give Cykelklub (2019)         |           |
| Rasmus Lundtoft Lindbjerg                | 11. juni 2000      | Give Cykelklub (2019)         |           |
| Frederik Uhre                            | 7. maj 1999        | O.B. Wiik-Dan Stillads (2021) |           |
| Daniel Eriksen                           | 27. maj 1996       | Give Cykelklub (2019)         |           |
| Jens Lunding Nielsen                     | 17. december 2003  | Give Cykelklub (2021)         |           |
| Jeppe Falk-Kristensen                    | 14. september 1998 | Nr. Søby Cykelklub (2019)     |           |
| Martin Szokody                           | 4. april 1999      | Køge Cykel Ring (2021)        |           |
| Jakob Bødker                             | 2. februar 2000    | Nr. Søby Cykelklub (2019)     |           |
| Mads Søgaard Mondrup (22. jun.–31. dec.) | 5. juli 1997       | O.B. Wiik-Dan Stillads (2021) |           |
|                                          |                    |                               |           |
| Kilde: ProCyclingStats                   |                    |                               |           |

### 2021
| Trup 2021                 | Trup 2021          | Trup 2021                    | Trup 2021 |
| Rytter                    | Fødselsdag         | Seneste hold                 |           |
| ------------------------- | ------------------ | ---------------------------- | --------- |
| Thomas Bilde              | 17. oktober 1998   | Hammel Cykle Klub (2019)     |           |
| Anders Bruun              | 23. august 1997    | Herning Cykle Klub (2017)    |           |
| Jakob Bødker              | 2. februar 2000    | Nr. Søby Cykelklub (2019)    |           |
| Lasse Bøgh                | 15. august 2000    | Give Cykelklub (2019)        |           |
| Gustav Frederik Dahl      | 27. november 2000  | Cycling Club Hillerød (2020) |           |
| Daniel Eriksen            | 27. maj 1996       | Give Cykelklub (2019)        |           |
| Jeppe Falk-Kristensen     | 14. september 1998 | Nr. Søby Cykelklub (2019)    |           |
| Thomas Gjødsbøl           | 15. juli 1993      | Give Cykelklub (2020)        |           |
| Daniel Guld               | 9. december 2000   | Give Cykelklub (2019)        |           |
| Anders Bjørn Jørgensen    | 9. maj 2002        | Give Cykelklub (2020)        |           |
| Rasmus Lundtoft Lindbjerg | 11. juni 2000      | Give Cykelklub (2019)        |           |
| Jeppe Petersen            | 14. juni 2002      | Give Cykelklub (2020)        |           |
| Kasper Læssø Sørensen     | 5. januar 2002     | Give Cykelklub (2020)        |           |
| Jeppe Tolbøll             | 21. april 1983     | Give Cykelklub (2019)        |           |
| Boxuan Yang               | 25. april 2004     | Give Cykelklub (2020)        |           |
| Nicolai Zinck             | 28. april 2001     | Hobro Cykleklub (2019)       |           |
|                           |                    |                              |           |
| Kilde: ProCyclingStats    |                    |                              |           |